# 大也门

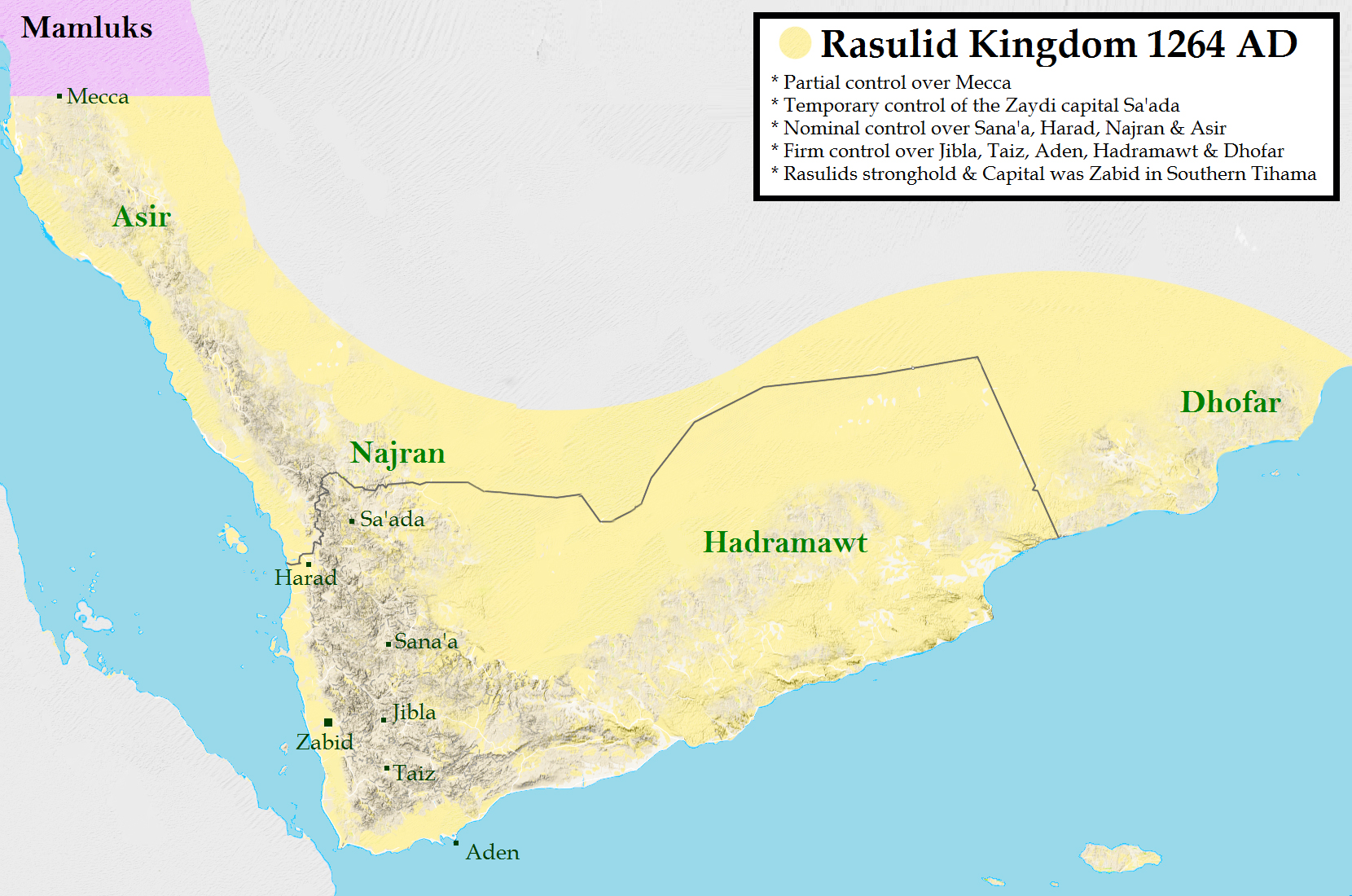
公元1264年拉苏里苏丹国的领土，包括了大也门。

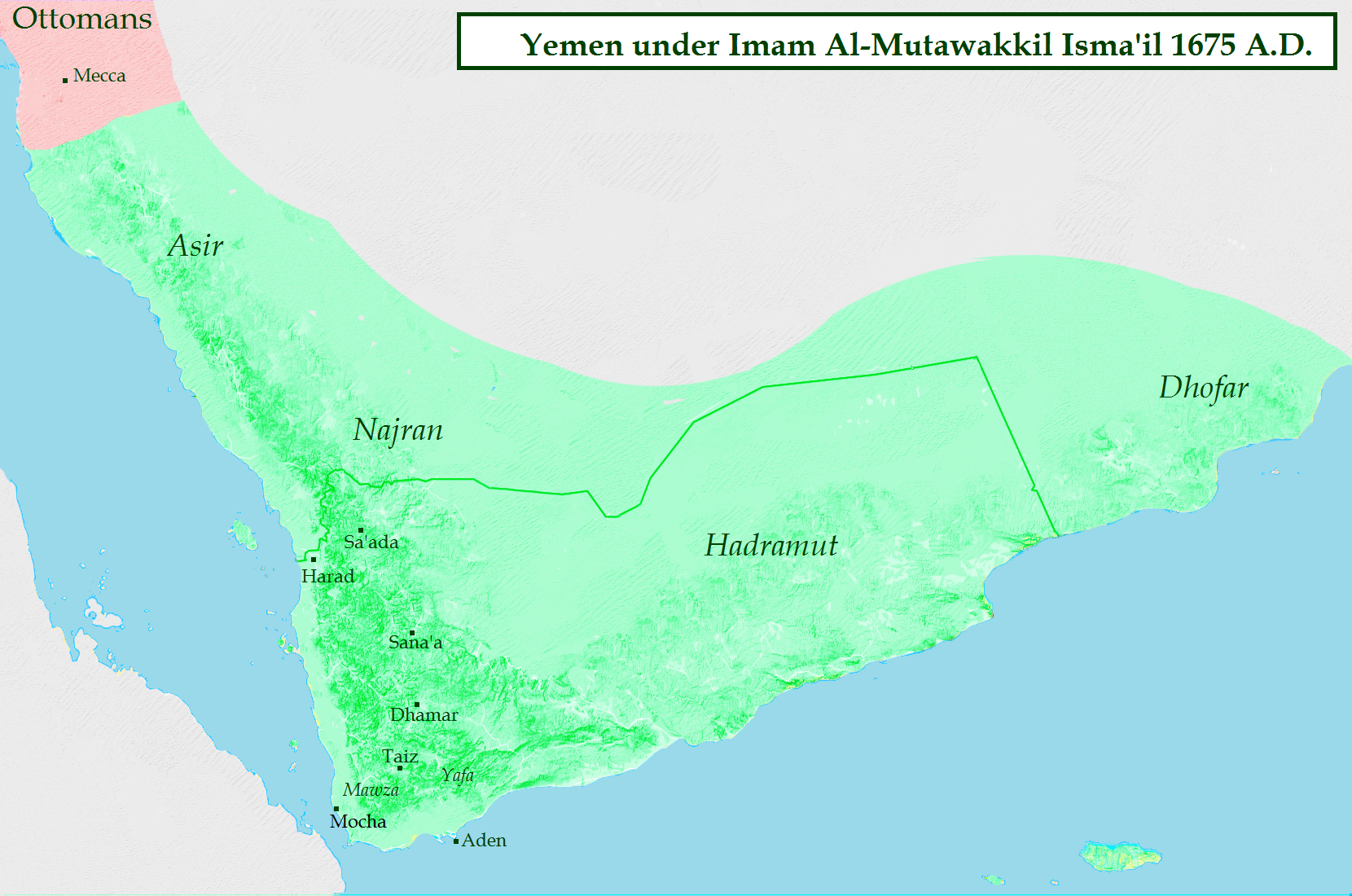
公元1675年也门伊玛目统治下的宰德派国家。

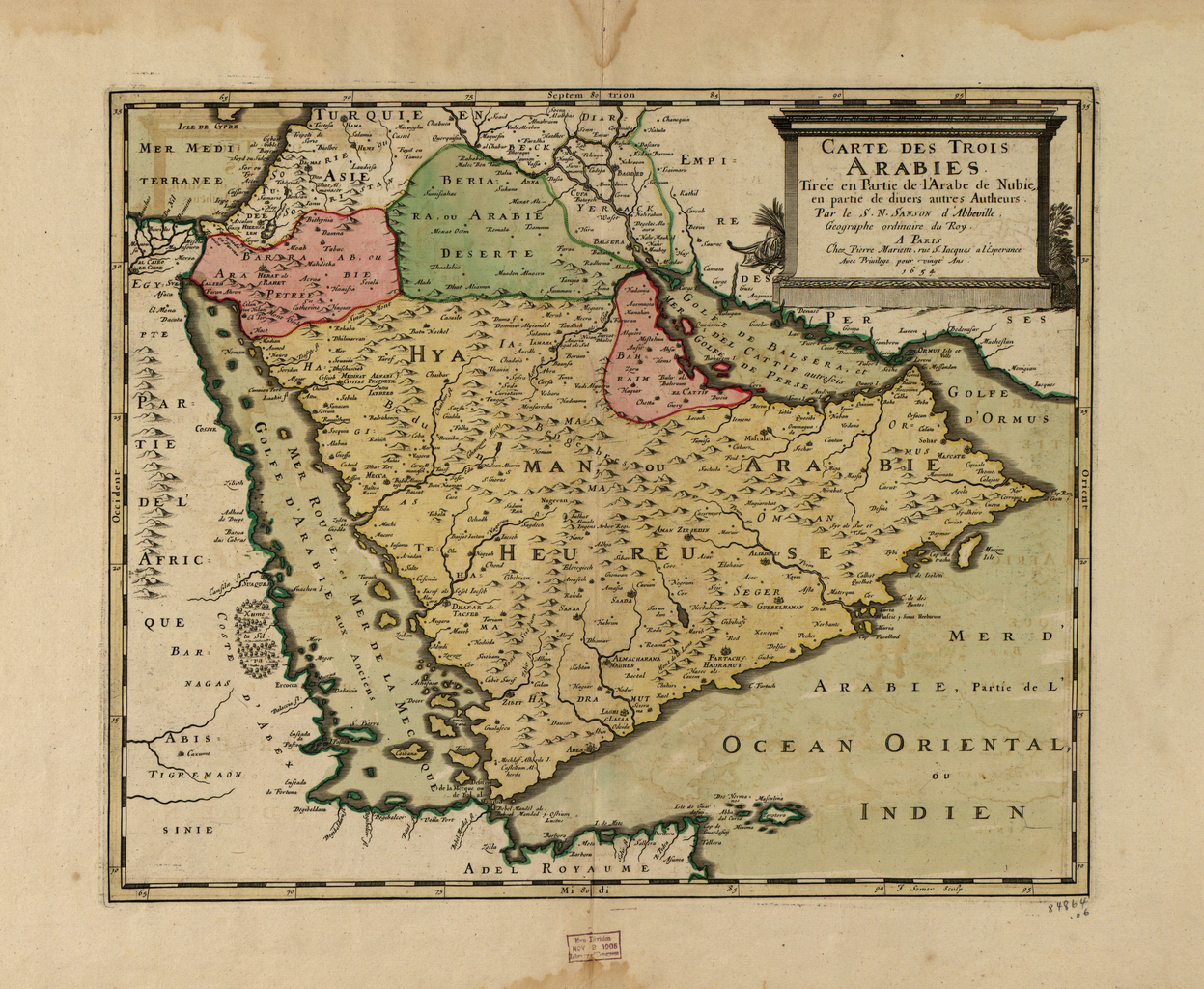
在这幅17世纪的欧洲人绘制地图中几乎全部阿拉伯半岛都被标注成“也门”。

大也门 (Arabic: اليمن الكبرى‎, romanized: Al-Yaman al-Kubrā) ，是描述历史上南阿拉伯地区的一个地理术语。包括了现在也门共和国的全部领土和沙特阿拉伯的亚西尔地区、纳季兰地区、吉赞地区，红海上邻近的岛屿，帖哈麥临近的地区以及阿曼苏丹国的佐法尔省。
亚西尔、纳季兰、吉赞在1934年的沙特-也门战争之前都是属于也门的领土。佐法尔则是卡迪里苏丹国一部分。

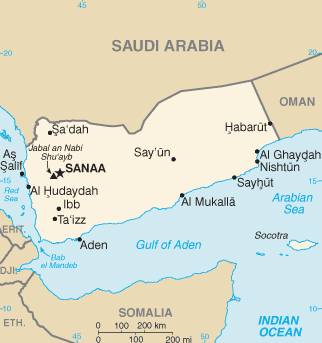
也门用红色表示，非官方的宣称用粉色表示。

大也门也是一种描述将这些地区统一在一个国家下的收复失地主义理想的政治术语。这些宣称基于历史上的阿拉伯半岛南方的土地观念，同时存在于13世纪到15世纪的拉苏里王朝和17世纪晚期到18世纪初的宰德派国家也拥有了大也门的大部分土地。
20世纪初，也门穆塔瓦基利亚王国（北也门）的国王、伊玛目叶海亚·穆罕默德·哈米德丁尝试着实现这一雄心，但最终只巩固住了他在上也门、下也门、马里布、下帖哈麦的统治。在1926年的意大利-也门条约中，他表达了对亚丁殖民地和亚丁保护国的宣称。但是他被迫承认了沙特对亚西尔的控制，也没能把英国势力从亚丁内陆和哈德拉毛驱逐出去。英国对亚丁的宗主权同样受到了其继承人艾哈迈德·本·叶海亚的挑战，叶海亚不承认英国对南阿拉伯的宗主权并且决心建立一个统一的大也门。1940年代末到1950年代初，沿着Violet线（1913年英国和奥斯曼为了把也门和亚丁保护地分开而划定的分界线），也门卷入到一系列的边境摩擦。
1967年亚丁保护国和南阿拉伯联邦、南阿拉伯保护国从英国独立，统一成为独立的南也门人民共和国，并在1990年和北也门统一为也门共和国，这是两个世纪以来大也门的大部分领土第一次被同一个政治实体统治，但是南方运动从1994年开始重新追求南也门的分离。